# Thereva nigrifrons
Thereva nigrifrons är en tvåvingeart som beskrevs av Krober 1913. Thereva nigrifrons ingår i släktet Thereva och familjen stilettflugor. Inga underarter finns listade i Catalogue of Life.